# Rioforte
Rioforte Investments S.A. ist eine Firma mit Sitz in Luxemburg. Sie gehört zur internationalen Gruppe Espírito Santo (GES), die ihren Ursprung in Portugal hat. Im Juli 2014 wurde Rioforte in eine Finanzkrise verwickelt und war nicht in der Lage, Schuldverschreibungen an die Gläubiger zurückzuzahlen, was zur Auflösung der portugiesischen Geschäftsbank Banco Espírito Santo führte und ein Finanzloch von 4.900 Millionen Euro hinterließ.

## Geschichte
Im September 2009, dem Jahr der Finanzkrise, entschied sich die Gruppe Espírito Santo (GES), Rioforte als Investmentgesellschaft mit Sitz in Luxemburg zu gründen: eine Firma, die für die Firmengruppe die nicht finanziellen Anlagen (wie Landwirtschafts- und Industriebetriebe) verwalten sollte. Mit der Herauslösung der Betriebe aus der vormals dafür arbeitenden Espírito-Santo-Resources-Gruppe und der Änderung des Firmensitzes wollte man eine Internationalisierung der Geschäfte erreichen und durch den Firmensitz Luxemburg eine Verringerung der Steuern und Abgaben erreichen sowie der portugiesischen Fiskalkontrolle entgehen. Durch die Emission von Schuldverschreibungen sollte auf dem internationalen Kapitalmarkt neues Investitionskapital aufgenommen werden, um die neuen Projekte in Portugal, Brasilien sowie in Afrika weiter voranzubringen. Die ESCOM-Gruppe sollte als vormalige Investitionsplattform durch das eigene Unternehmen Rioforte Investments abgelöst werden.

### Der Espírito-Santo-Konzern

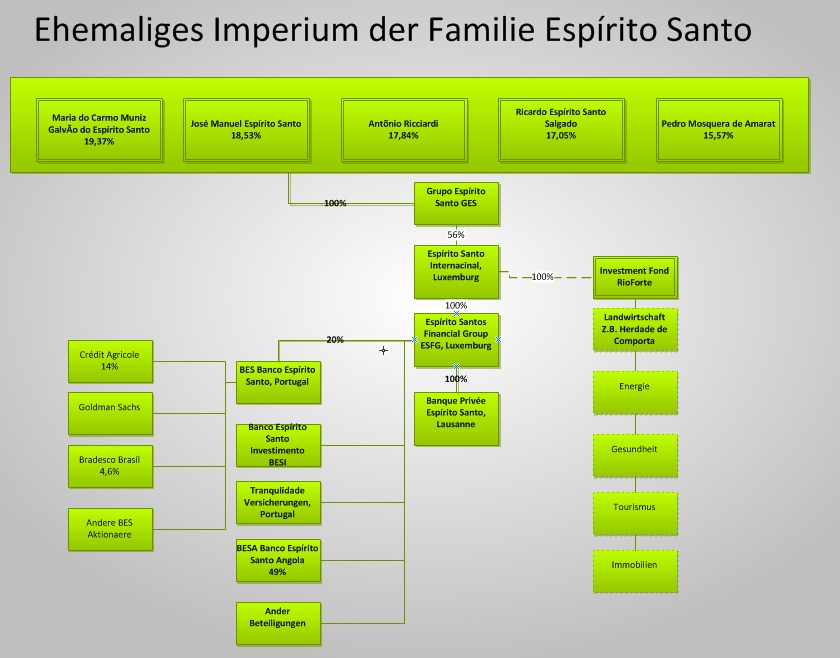
Organisatorischer Aufbau der Espírito-Santo-Gruppe vor der Umstrukturierung

Die Espírito-Santo-Gruppe betrieb ein Unternehmensnetzwerk in mehr als 20 Ländern und die Holding Gesellschaften waren in der Schweiz und Luxemburg (Espírito Santo Financial Group, ESFG) ansässig. Mit dieser Konstellation entzog sich der Konzern der operativen und fiskalen Kontrolle des portugiesischen Staates, was in Portugal in Zeiten der Finanzkrise 2008 zu offener Kritik führte. So z. B. durch das portugiesische Institut für Corporate Governance (IPCG), das hierin einen Verstoß gegen den Code of Good Corporate Governance sah.
Der Kapitalbedarf wurde durch die Ausgabe von Schuldverschreibungen und Zertifikaten finanziert.

### Krise im Jahr 2014 und Liquidation
Ende Juli 2014 geriet die Rioforte in eine Schieflage, da fällige Schuldverschreibungen nicht zurückgezahlt werden konnten. Es wurde Gläubigerschutz nach luxemburgischem Recht beantragt und gewährt. Seitdem befindet sich Rioforte in Auflösung und stellte einen der Gründe für den Niedergang der Banco Espírito Santo dar. Allein das Unternehmen Portugal Telecom hat 895 Millionen Euro über Schuldverschreibungen in dieses Unternehmen investiert, die nun verloren sind und nicht zurückgezahlt werden können.
Das mexikanische Unternehmen Angeles war an Riofortes 51%-Beteiligung ES Saúde (Gesundheit) interessiert. Angeles hatte ein Übernahmeangebot gelegt und bot 4,30 Euro pro Aktie, was ES Saúde mit 410 Millionen Euro bewertete. Später wurde das Angebot auf 4,50 Euro pro Aktie erhöht. Weitere Bieter waren die zum chinesischen Fosun-Konzern gehörige portugiesische Versicherung Fidelidade und der US-amerikanische Konzern United Healthcare. Im Endeffekt setzte sich Fidelidade mit einem Gebot von 5,01 Euro pro Aktie durch.
Die Tourismustochter ES Viagens wurde an das schweizerisch-luxemburgische Unternehmen Springwater Capital verkauft.
Nach der Ablehnung von Riofortes Antrag auf Gläubigerschutz wird das Unternehmen nun liquidiert.
Die Liquidatoren bieten derzeit (Mai 2015) die Immobilientöchter Herdade de Comporta und Property Brasil zum Kauf an. Allerdings wurde das Verkaufsangebot im Juli 2015 schon wieder zurückgenommen.

## Firmen von Rioforte und deren Schicksal
Espírito Santo Property (Grundstücke)
- Fläche : 2.508.000 m²

Herdade de Comporta (Landwirtschaft und Tourismus)
- Umsatz: 45.071.000 Euro
- Anlagevermögen: 139.661.000 Euro

steht zum Verkauf
ES Property Brasil
- Bauland: 2,1 Millionen m²

steht zum Verkauf
Tivoli Hotels & Resorts
- Hotels: 14 (12 in Portugal und zwei in Brasilien)
- Bettennächte im Jahr: 1.072.848

Im Januar 2015 wurden sechs Hotels (vier in Portugal und die beiden in Brasilien) für rund 168 Millionen Euro an die thailändische Hotelkette Minor International verkauft.
Im Oktober 2015 kaufte Minor International auch das Tivoli Oriente Hotel in Lissabon um 38,5 Millionen Euro. Bis Februar 2016 erwarb Minor auch die übrigen Hotels; das Gesamtinvestment betrug 294 Millionen Euro.
ES Viagens (Tourismus)
- Umsatz: 61.825.000 Euro
- Ausgestellte Tickets : 310.503

verkauft an Springwater Capital
Cobrape (Landwirtschaftsbetrieb)
- Reis: 6.938 t
- Sojabohnen: 5.182 t
- Rinder: 5.725

Companhia Agrícola Botucatu (Zitrusanbau)
- Land: 2.000 ha
- Orangen: 1.240 boxes
- sonst. Zitrusfrüchte: 187.000 boxes

Agriways (Landwirtschaft und Forst)
- Land: 5.000 ha
- Eukalyptus Produktion: 69.368 m³
- Produktion Zuckerrohr: 73.000 m³

Sociedad Agrícola Golondrina (Landwirtschaft und Forst)
- Land: 7.000 ha
- Pasture Land: 5.000 ha
- Forest Land: 12.000 ha

Ganadera Corina Campos Y Haciendas S.A.(Viehzucht)
- Weideland: 68.000 ha
- Rinder: 52.487

ES Saúde (Sektor Gesundheit)
- Gesundheitszentren: 18
- Betten: 1.311
- Nachfragen und Notrufe jährlich: 1.825.000
- 'Behandlungen: 45.000

verkauft an Fidelidade
Energias Renováveis do Brasil (erneuerbare Energien)
- Total Anlagenwert: 174.247.000 brasilianische Reais

Georadar
- 2D-Seismik: 6.409
- 3D-Seismik: 992